# Албрехт фон Рехберг
Албрехт фон Рехберг (на немски: Albrecht von Rechberg; † 24 юни 1426) от благородническия швабски род Рехберг, е господар на Илерайхен, Илербойрен, Рехбергхаузен и Келмюнц в Швабия.

## Произход и наследство
Той е син на Гебхард I фон Рехберг († 1395/1397) и съпругата му Маргарета фон Хоенцолерн († 1433), дъщеря на граф Фридрих фон Хоенцолерн († 1365/1368) и Маргарета фон Хоенберг-Вилдберг († сл. 1343). Майка му се омъжва втори път пр. 18 октомври 1398 г. за Албрехт фон Абенсберг († сл. 1407) и трети път сл. 13 май 1424 г. за Вилхелм фон Пуехберг († 1426).
Албрехт фон Рехберг умира на 24 юни 1426 г. и е погребан в Илерайхен. Клонът на фамилията му изчезва през 1547 г. с правнукът му Георг Рехберг цу Рехберг, син на внукът му Йохан I фон Рехберг († 1497/1499).

## Фамилия
Албрехт фон Рехберг се жени за Маргарета фон Верденберг-Зарганс († сл. 1451), дъщеря на граф Еберхард II фон Верденберг-Зарганс († 1416) и Анна фон Цимерн († 1445). Те имат 12 деца:
- Гебхард фон Рехберг († 1430), женен за Мехтилд фон Верденберг-Зарганс
- Конрад фон Рехберг († 2 март 1452), домхер в Аугсбург (1411) и (1413 – 1445), домпрост (1433 – 1439), управител на Кур (1440 – 1441), домпропст на Констанц (1441)
- Франц фон Рехберг († 18 юли 1452), пропст във Фар 1428, абат на Айнзиделн 1442
- Рудолф фон Рехберг († 1476, Алтсхаузен), тевтонски комтур в Майнау 1432, в Алтсхаузен 1441, в Зумисвалд (1442 – 1444), в Алтсхаузен (1446 – 1457), в Кьониц (1460), комтур на немския орден (1461 – 1476)
- Анна фон Рехберг († сл. 1409), монахиня в Готесцел 1409
- Улрих фон Рехберг († сл. 1443), женен за Мехтилд фон Грумбах
- Албрехт фон Рехберг († 1 август 1478/1473?), домхер ок. 1411, пропст на „Св. Петер“ в Аугсбург (1454 – 1471)
- Гауденц фон Рехберг († 23 април 1460, Илерайхен), господар в Илерайхен, Илербойрен-Келмюнц, вюртемберски съветник, строи дворец „Айххайм“ и църква в Илерайхен, женен за Маргарета фон Фраунхофен († сл. 1463)
- Георг фон Рехберг († сл. 1466)
- дъщеря фон Рехберг, омъжена за Пупелин фон Елербах († сл. 1447)
- Хуго фон Рехберг († 13 март/19 април 1468), господар на Шарфенберг и Хоенрехберг, женен на 29 март 1433 г. за Агнес фон Тирщайн († 1470)
- Ханс фон Рехберг († сл. 1420), домхер в Кур и Аугсбург